# كوبلينغتون (باكينجهامشير)
كوبلينغتون (بالإنجليزية: Cublington)‏ هي قرية وأبرشية مدنية تقع في المملكة المتحدة في إنجلترا. يقدر عدد سكانها بـ 328 نسمة .